# Pogontypus complicatus
Pogontypus complicatus är en insektsart som beskrevs av Melichar. Pogontypus complicatus ingår i släktet Pogontypus och familjen hornstritar. Inga underarter finns listade i Catalogue of Life.